# Sergio Busquets
Sergio Busquets Burgos (Sabadell, Barcelona, 16 de julio de 1988) es un futbolista español que juega como centrocampista en el Inter de Miami de la Major League Soccer de Estados Unidos.
Fue internacional absoluto con la selección española entre 2009 y 2022, con la que sumó 143 internacionalidades y con la que se proclamó campeón del mundo en 2010 y campeón de Europa en 2012.

## Trayectoria

### Categorías inferiores
Aunque nació en Sabadell, creció en Badía del Vallés y dio sus primeros pasos en el Unión de Fútbol Barberá, Unió Esportiva Lleida y Jàbac de Terrassa, hasta que en 2005 ingresó en el fútbol base del F. C. Barcelona, donde su padre Carlos Busquets, fue guardameta del primer equipo.

### F. C. Barcelona "B"
Su progresión hizo que Frank Rijkaard le convocase para los partidos del primer equipo en la Copa Cataluña en mayo de 2007, llegando a disputar algunos minutos de la final en la que los azulgranas lograron el título al imponerse al R. C. D. Español.
La temporada 2007-08 siguió a las órdenes de Pep Guardiola en el filial del Barcelona, con el que quedó campeón de Tercera División, logrando el ascenso a Segunda B. Busquets fue alineado en 23 partidos, en los que marcó dos tantos.

### F. C. Barcelona

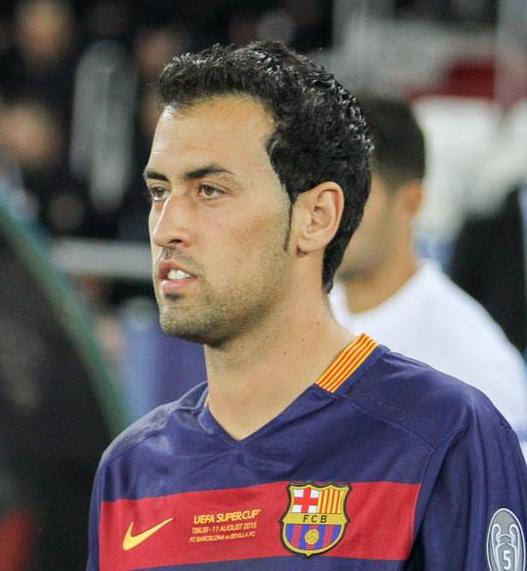
Sergio en 2015.

La siguiente temporada, Guardiola, al frente del primer equipo, decidió llevarse a Busquets a la concentración de pretemporada, dándole minutos en la Copa Cataluña el 9 de septiembre de 2008 —donde anotó su primer gol con el primer equipo— y el Trofeo Joan Gamper. Poco después llegaría su debut en Primera División; fue el 13 de septiembre, en la segunda jornada de liga, cuando jugó los noventa minutos ante el Racing de Santander. Rápidamente, y a pesar de tener ficha no profesional con el filial, logró consolidarse como titular en el primer equipo azulgrana. Su progresión también llamó la atención del seleccionador español, Vicente del Bosque. Por ello, debutó con la selección sub-21 en octubre de 2008.
El 22 de octubre de 2008 consiguió su primer gol con el primer equipo azulgrana, coincidiendo con su debut en la Liga de Campeones, en un partido frente al F. C. Basilea ganado por los catalanes por 0 a 5. El 22 de diciembre de 2008 renovó su contrato con el Barcelona hasta 2013. El 7 de marzo de 2009 logró su primer gol en Primera División, en el Camp Nou, en la victoria por 2 a 0 ante el Athletic Club.
El 27 de mayo de 2009 fue alineado en la final de la Liga de Campeones frente al Manchester United, con resultado de 2-0 a favor del Barça. El equipo sumó el "triplete" con Busquets como una de sus piezas clave. Dos semanas antes, también fue titular en la final de Copa del Rey ante el Athletic Club. El 16 de diciembre marcó en las semifinales del Mundial de Clubes, ante el Atlante, y fue titular en la final ganada a Estudiantes de la Plata, logrando así seis títulos en su primer año completo como profesional.
El 28 de mayo de 2011 se proclamó campeón de la Liga de Campeones por segunda vez con el F. C. Barcelona contra el Manchester United, ganando 3-1 en la final de Wembley. El 19 de diciembre de 2011 se proclamó campeón de la Copa Mundial de Clubes de la FIFA por segunda vez con el F. C. Barcelona contra el Santos, ganando 0-4 en la final de Yokohama (Japón).
El 1 de agosto de 2014 cambió de dorsal al pasar de llevar el número "16" al "5", que había lucido Carles Puyol durante más de una década. El 30 de noviembre de 2014 marcó el gol de la victoria en Mestalla, ante el Valencia, en la última jugada del encuentro. El 6 de junio, frente a la Juventus, logró su segundo triplete particular al ganar la final de la Liga de Campeones 2014-15, convirtiéndose en uno de los siete jugadores en conseguirlo.
El 27 de septiembre de 2018 se anunció su renovación hasta 2023. En ese momento era segundo capitán del F. C. Barcelona y estaba cerca de alcanzar los 500 encuentros oficiales con el club, además de haber logrado 28 títulos oficiales hasta la fecha. El 13 de diciembre de 2020, en el encuentro de Liga ante el Levante U. D., llegó a la cifra de 593 partidos, igualando a Carles Puyol como el cuarto jugador que más partidos oficiales había jugado en la historia del club.
El 9 de agosto de 2021, tras la marcha de Leo Messi del club, fue nombrado primer capitán del equipo. Ya el día anterior había ejercido como tal al realizar el discurso en la presentación del equipo ante la afición.
El 12 de enero de 2023, después de jugar en la semifinal de la Supercopa de España, alcanzó los 700 partidos como azulgrana. Tres días después, ganó su primer título como capitán tras vencer 3-1 al Real Madrid en la final.
El 10 de mayo de 2023, a través de un vídeo lanzado en las redes sociales, anunció su salida del club al final de temporada, finalizando con ello 18 años defendiendo la camiseta azulgrana y haber conquistado treinta y dos títulos.

### Estados Unidos
El 23 de junio de 2023 fue anunciado su fichaje por Inter de Miami, equipo en el que se iba a reencontrar con Leo Messi. El 16 de julio confirmó su llegada como jugador franquicia y con un contrato hasta el final del año 2025. En sus primeras semanas sumó un nuevo título a su palmarés después de conquistar la Leagues Cup.
En su primera temporada completa en los Estados Unidos tuvo la oportunidad de disputar la Copa de Campeones de la Concacaf en la que fueron eliminados en cuartos de final por el C. F. Monterrey. A los pocos días de dicha eliminación consiguió su primer gol en un encuentro de la Major League Soccer ante Nashville S. C.

## Selección nacional

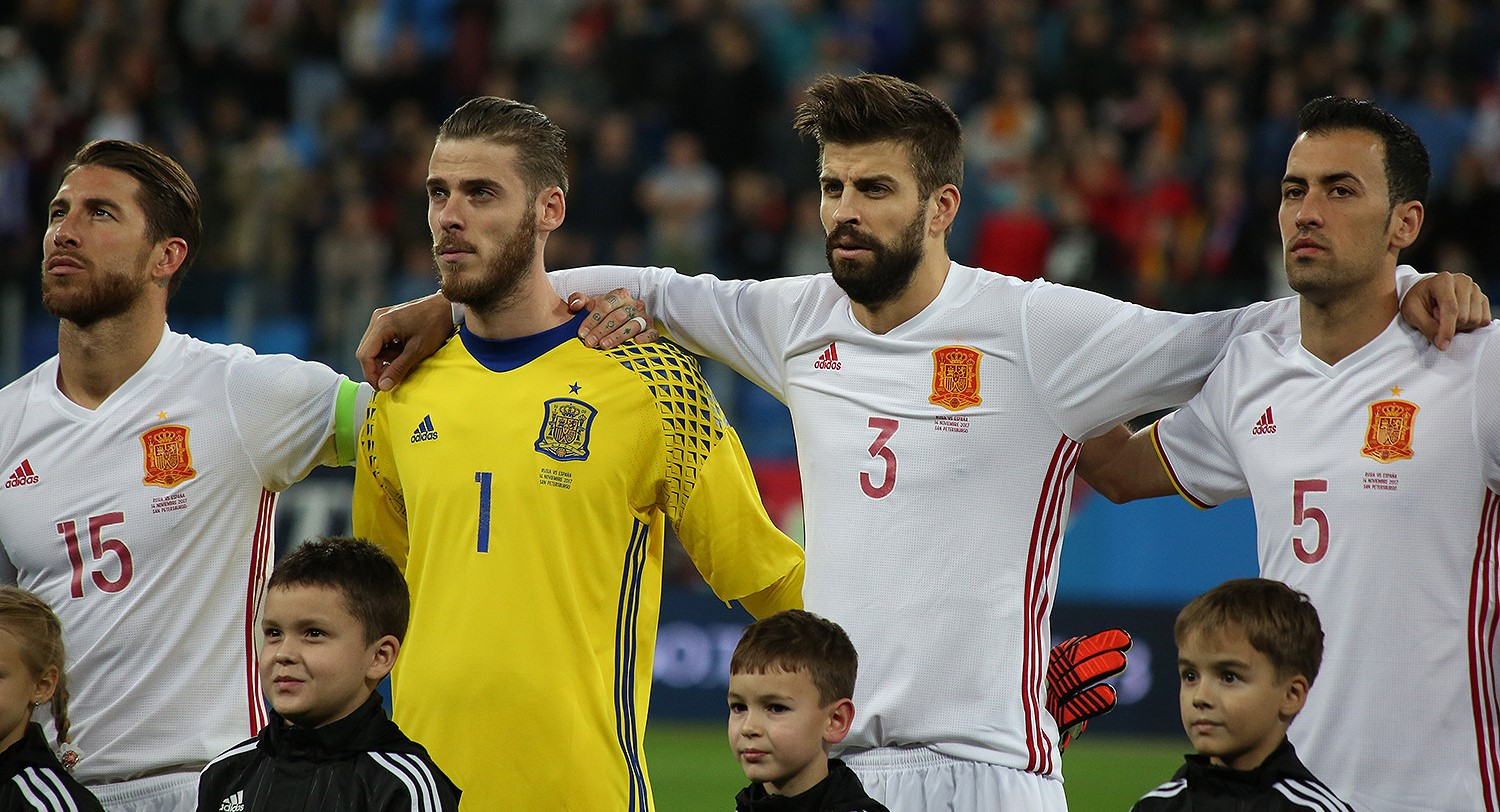
Busquets (derecha) junto a Piqué, de Gea y Ramos en 2017.

Debutó con la selección absoluta el 1 de abril de 2009, en un encuentro de clasificación para el Mundial 2010 ante Turquía disputado en Estambul, que concluyó con 1-2 a favor de España. Dos meses antes, el seleccionador Vicente del Bosque, le convocó por primera vez, de cara a un partido amistoso ante Inglaterra, aunque no llegó a jugar.
En junio de 2009 el seleccionador Vicente del Bosque le incluyó en la lista de convocados para disputar la Copa Confederaciones, en la que España acabaría como tercera clasificada.
El 29 de mayo de 2010 el seleccionador Vicente del Bosque le incluyó en la lista final de convocados para la Copa Mundial de Fútbol de 2010, convirtiéndose en titular indiscutible del combinado nacional en dicho campeonato.
El 11 de julio de 2010 se proclamó campeón de la Copa Mundial de Fútbol de 2010. Busquets jugó los 120 minutos de la final en la que la selección de fútbol de España derrotó por 1 a 0 a la selección de fútbol de los Países Bajos.
El 1 de julio de 2012 se proclamó campeón de la Eurocopa 2012, al imponerse a Italia por un contundente 4–0, jugando todos los partidos como titular e íntegramente. Además, fue incluido en el Equipo del Torneo de la Eurocopa que confecciona la UEFA con los jugadores más destacados del torneo, junto con nueve compañeros de selección.
El 8 de septiembre de 2014 logró su primer tanto como internacional en la victoria por 5 a 1 ante Macedonia.
En 2017 se convirtió en uno de los jugadores de la selección española en haber disputado más de cien partidos, y se unió por tanto al Club de los 100 de la FIFA.
La Copa Mundial de Fútbol de 2018 disputada en Rusia fue su tercer Mundial con la selección de España. Jugó todos los minutos de España en el torneo, pero no pudo evitar la eliminación por penales en los octavos de final.
El 14 de noviembre de 2021, coincidiendo con la clasificación de España para el Mundial 2022, alcanzó las 133 internacionalidades, igualando a Xavi Hernández como el tercer jugador que más veces había vestido la camiseta de la selección.
Después de la derrota ante Marruecos en los octavos de final de la Copa del Mundo en la tanda de penaltis, el 16 de diciembre de 2022 anunció su retirada de la selección tras 13 años y 143 partidos.

### Participaciones en fases finales
| Torneo                    | Sede              | Resultado        | Partidos | Goles |
| ------------------------- | ----------------- | ---------------- | -------- | ----- |
| Copa Mundial 2010         | Sudáfrica         | Campeón          | 7        | 0     |
| Copa Mundial 2014         | Brasil            | Primera fase     | 2        | 0     |
| Copa Mundial 2018         | Rusia             | Octavos de final | 4        | 0     |
| Copa Mundial 2022         | Catar             | Octavos de final | 4        | 0     |
| Total                     | Total             | Total            | 17       | 0     |
| Eurocopa 2012             | Polonia y Ucrania | Campeón          | 6        | 0     |
| Eurocopa 2016             | Francia           | Octavos de final | 4        | 0     |
| Eurocopa 2020             | Europa            | Semifinales      | 4        | 0     |
| Total                     | Total             | Total            | 14       | 0     |
| Copa Confederaciones 2009 | Sudáfrica         | Tercer lugar     | 5        | 0     |
| Copa Confederaciones 2013 | Brasil            | Subcampeón       | 5        | 0     |
| Total                     | Total             | Total            | 10       | 0     |

### Goles internacionales
| N.º | Fecha                   | Estadio                                      | Rival       | Gol | Resultado | Competición                 |
| --- | ----------------------- | -------------------------------------------- | ----------- | --- | --------- | --------------------------- |
| 1   | 8 de septiembre de 2014 | Estadio Ciudad de Valencia, Valencia, España | Macedonia   | 3-1 | 5-1       | Clasificación Eurocopa 2016 |
| 2   | 15 de noviembre de 2014 | Estadio Nuevo Colombino, Huelva, España      | Bielorrusia | 2-0 | 3-0       | Clasificación Eurocopa 2016 |

## Estadísticas

### Clubes
Actualizado al último partido disputado el 16 de agosto de 2025.
| Club                                                  | Div.          | Temporada     | Liga  | Liga  | Liga   | Copas nacionales | Copas nacionales | Copas nacionales | Copas internacionales | Copas internacionales | Copas internacionales | Total | Total | Total  |
| Club                                                  | Div.          | Temporada     | Part. | Goles | Asist. | Part.            | Goles            | Asist.           | Part.                 | Goles                 | Asist.                | Part. | Goles | Asist. |
| ----------------------------------------------------- | ------------- | ------------- | ----- | ----- | ------ | ---------------- | ---------------- | ---------------- | --------------------- | --------------------- | --------------------- | ----- | ----- | ------ |
| F. C. Barcelona "C" · España                          | 3.ª           | 2006-07       | 1     | 0     | 0      | —                | —                | —                | —                     | —                     | —                     | 1     | 0     | 0      |
| F. C. Barcelona "C" · España                          | Total club    | Total club    | 1     | 0     | 0      | 0                | 0                | 0                | 0                     | 0                     | 0                     | 1     | 0     | 0      |
| F. C. Barcelona "B" · España                          | 3.ª           | 2007-08       | 30    | 1     | 0      | —                | —                | —                | —                     | —                     | —                     | 30    | 1     | 0      |
| F. C. Barcelona "B" · España                          | 2.ª B         | 2008-09       | 2     | 0     | 0      | —                | —                | —                | —                     | —                     | —                     | 2     | 0     | 0      |
| F. C. Barcelona "B" · España                          | Total club    | Total club    | 32    | 1     | 0      | 0                | 0                | 0                | 0                     | 0                     | 0                     | 32    | 1     | 0      |
| F. C. Barcelona · España                              | 1.ª           | 2008-09       | 24    | 1     | 0      | 9                | 0                | 0                | 8                     | 2                     | 1                     | 41    | 3     | 1      |
| F. C. Barcelona · España                              | 1.ª           | 2009-10       | 33    | 0     | 2      | 6                | 0                | 0                | 13                    | 1                     | 0                     | 52    | 1     | 2      |
| F. C. Barcelona · España                              | 1.ª           | 2010-11       | 28    | 1     | 3      | 6                | 0                | 0                | 12                    | 0                     | 3                     | 46    | 1     | 6      |
| F. C. Barcelona · España                              | 1.ª           | 2011-12       | 31    | 1     | 2      | 9                | 0                | 0                | 12                    | 1                     | 1                     | 52    | 2     | 3      |
| F. C. Barcelona · España                              | 1.ª           | 2012-13       | 31    | 1     | 2      | 6                | 0                | 0                | 8                     | 0                     | 0                     | 45    | 1     | 2      |
| F. C. Barcelona · España                              | 1.ª           | 2013-14       | 32    | 1     | 1      | 7                | 1                | 0                | 9                     | 1                     | 1                     | 48    | 3     | 2      |
| F. C. Barcelona · España                              | 1.ª           | 2014-15       | 33    | 1     | 2      | 4                | 0                | 1                | 10                    | 0                     | 0                     | 47    | 1     | 3      |
| F. C. Barcelona · España                              | 1.ª           | 2015-16       | 35    | 0     | 4      | 6                | 0                | 0                | 12                    | 0                     | 2                     | 53    | 0     | 6      |
| F. C. Barcelona · España                              | 1.ª           | 2016-17       | 33    | 0     | 3      | 7                | 0                | 0                | 8                     | 0                     | 0                     | 48    | 0     | 3      |
| F. C. Barcelona · España                              | 1.ª           | 2017-18       | 31    | 1     | 5      | 9                | 0                | 0                | 10                    | 0                     | 0                     | 50    | 1     | 5      |
| F. C. Barcelona · España                              | 1.ª           | 2018-19       | 35    | 0     | 1      | 7                | 0                | 0                | 12                    | 0                     | 1                     | 54    | 0     | 2      |
| F. C. Barcelona · España                              | 1.ª           | 2019-20       | 33    | 2     | 2      | 3                | 0                | 0                | 7                     | 0                     | 0                     | 43    | 2     | 2      |
| F. C. Barcelona · España                              | 1.ª           | 2020-21       | 36    | 0     | 5      | 8                | 0                | 0                | 6                     | 0                     | 0                     | 50    | 0     | 5      |
| F. C. Barcelona · España                              | 1.ª           | 2021-22       | 36    | 2     | 0      | 3                | 0                | 1                | 12                    | 1                     | 0                     | 51    | 3     | 1      |
| F. C. Barcelona · España                              | 1.ª           | 2022-23       | 30    | 0     | 4      | 7                | 0                | 0                | 5                     | 0                     | 0                     | 42    | 0     | 4      |
| F. C. Barcelona · España                              | Total club    | Total club    | 481   | 11    | 36     | 97               | 1                | 2                | 144                   | 6                     | 9                     | 722   | 18    | 47     |
| Inter de Miami Estados Unidos                         | 1.ª           | 2023          | 11    | 0     | 1      | 2                | 0                | 0                | 7                     | 0                     | 1                     | 20    | 0     | 2      |
| Inter de Miami Estados Unidos                         | 1.ª           | 2024          | 32    | 1     | 7      | ―                | ―                | ―                | 8                     | 0                     | 1                     | 40    | 1     | 8      |
| Inter de Miami Estados Unidos                         | 1.ª           | 2025          | 23    | 0     | 6      | ―                | ―                | ―                | 14                    | 0                     | 2                     | 37    | 0     | 8      |
| Inter de Miami Estados Unidos                         | Total club    | Total club    | 66    | 1     | 14     | 2                | 0                | 0                | 29                    | 0                     | 4                     | 97    | 1     | 18     |
| Total carrera                                         | Total carrera | Total carrera | 580   | 13    | 50     | 99               | 1                | 2                | 173                   | 6                     | 13                    | 852   | 20    | 65     |
| 1. 2. Fuente: BDFutbol, Soccerway, Lapreferente, MLS. |               |               |       |       |        |                  |                  |                  |                       |                       |                       |       |       |        |

### Selección nacional
Datos actualizados a fin de carrera deportiva.
| Sub-21 · España | 2008          | 3  | 1 | - | -  | - | - | -  | - | - | 3   | 1 | 0 |
| Sub-21 · España | Total sel.    | 3  | 1 | 0 | 0  | 0 | 0 | 0  | 0 | 0 | 3   | 1 | 0 |
| Absoluta · España | 2009          | -  | - | - | 6  | - | - | 4  | - | - | 10  | 0 | 0 |
| Absoluta · España | 2010          | 3  | - | 1 | 7  | - | - | 6  | - | - | 16  | 0 | 1 |
| Absoluta · España | 2011          | 4  | - | - | -  | - | - | 7  | - | - | 11  | 0 | 0 |
| Absoluta · España | 2012          | 6  | - | - | 3  | - | - | 5  | - | - | 14  | 0 | 0 |
| Absoluta · España | 2013          | 2  | - | - | 6  | - | - | 4  | - | - | 12  | 0 | 0 |
| Absoluta · España | 2014          | 4  | 2 | 1 | 2  | - | - | 5  | - | 1 | 11  | 2 | 2 |
| Absoluta · España | 2015          | 6  | - | - | -  | - | - | 2  | - | - | 8   | 0 | 0 |
| Absoluta · España | 2016          | 8  | - | 2 | -  | - | - | 4  | - | - | 12  | 0 | 2 |
| Absoluta · España | 2017          | -  | - | - | 5  | - | - | 3  | - | - | 8   | 0 | 0 |
| Absoluta · España | 2018          | 4  | - | - | 4  | - | 1 | 1  | - | - | 9   | 0 | 1 |
| Absoluta · España | 2019          | 5  | - | 2 | -  | - | - | -  | - | - | 5   | 0 | 0 |
| Absoluta · España | 2020          | 3  | - | - | -  | - | - | 1  | - | - | 4   | 0 | 0 |
| Absoluta · España | 2021          | 6  | - | - | 6  | - | - | 1  | - | - | 13  | 0 | 0 |
| Absoluta · España | 2022          | 6  | - | - | 4  | - | - | -  | - | - | 10  | 0 | 0 |
| Absoluta · España | Total sel.    | 57 | 2 | 6 | 43 | 0 | 1 | 43 | 0 | 1 | 143 | 2 | 8 |
| Total carrera | Total carrera | 60 | 3 | 6 | 43 | 0 | 1 | 43 | 0 | 1 | 146 | 3 | 8 |
| (1) En el caso de la selección absoluta incluye también los partidos de la Copa FIFA Confederaciones (2) Incluye los partidos de las fases de clasificación de Europeos y Mundiales |               |    |   |   |    |   |   |    |   |   |     |   |   |

## Palmarés

### Títulos nacionales
| Título                     | Club            | País           | Año  |
| -------------------------- | --------------- | -------------- | ---- |
| Copa del Rey               | F. C. Barcelona | España         | 2009 |
| Primera División de España | F. C. Barcelona | España         | 2009 |
| Supercopa de España        | F. C. Barcelona | España         | 2009 |
| Primera División de España | F. C. Barcelona | España         | 2010 |
| Supercopa de España        | F. C. Barcelona | España         | 2010 |
| Primera División de España | F. C. Barcelona | España         | 2011 |
| Supercopa de España        | F. C. Barcelona | España         | 2011 |
| Copa del Rey               | F. C. Barcelona | España         | 2012 |
| Primera División de España | F. C. Barcelona | España         | 2013 |
| Supercopa de España        | F. C. Barcelona | España         | 2013 |
| Primera División de España | F. C. Barcelona | España         | 2015 |
| Copa del Rey               | F. C. Barcelona | España         | 2015 |
| Primera División de España | F. C. Barcelona | España         | 2016 |
| Copa del Rey               | F. C. Barcelona | España         | 2016 |
| Supercopa de España        | F. C. Barcelona | España         | 2016 |
| Copa del Rey               | F. C. Barcelona | España         | 2017 |
| Copa del Rey               | F. C. Barcelona | España         | 2018 |
| Primera División de España | F. C. Barcelona | España         | 2018 |
| Supercopa de España        | F. C. Barcelona | España         | 2018 |
| Primera División de España | F. C. Barcelona | España         | 2019 |
| Copa del Rey               | F. C. Barcelona | España         | 2021 |
| Supercopa de España        | F. C. Barcelona | España         | 2023 |
| Primera División de España | F. C. Barcelona | España         | 2023 |
| MLS Supporters' Shield     | Inter de Miami  | Estados Unidos | 2024 |

### Títulos internacionales
| Título                       | Selección       | Sede              | Año  |
| ---------------------------- | --------------- | ----------------- | ---- |
| Copa del Mundo               | España          | Sudáfrica         | 2010 |
| Eurocopa                     | España          | Polonia y Ucrania | 2012 |
| Título                       | Club            | Sede              | Año  |
| Liga de Campeones de la UEFA | F. C. Barcelona | Roma              | 2009 |
| Supercopa de Europa          | F. C. Barcelona | Mónaco            | 2009 |
| Mundial de Clubes            | F. C. Barcelona | EAU               | 2009 |
| Liga de Campeones de la UEFA | F. C. Barcelona | Londres           | 2011 |
| Supercopa de Europa          | F. C. Barcelona | Mónaco            | 2011 |
| Mundial de Clubes            | F. C. Barcelona | Japón             | 2011 |
| Liga de Campeones de la UEFA | F. C. Barcelona | Berlín            | 2015 |
| Supercopa de Europa          | F. C. Barcelona | Tiflis            | 2015 |
| Mundial de Clubes            | F. C. Barcelona | Japón             | 2015 |
| Leagues Cup                  | Inter de Miami  | Estados Unidos    | 2023 |

### Distinciones individuales
| Distinción                                              | Año        |
| ------------------------------------------------------- | ---------- |
| Jugador Revelación de La Liga                           | 2009       |
| Trofeo Bravo                                            | 2009       |
| Incluido en el Equipo Ideal de la Eurocopa              | 2012       |
| Incluido en el Equipo Ideal de La Liga                  | 2015, 2016 |
| Incluido en el Equipo Ideal de la Liga de Campeones     | 2015       |
| MVP del Eslovaquia - España (Eurocopa 2020 - F. Grupos) | 2021       |
| MVP del Croacia - España (Eurocopa 2020 - Octavos)      | 2021       |
| MVP de la Liga de Naciones de la UEFA (Final Four)      | 2021       |

## Condecoraciones
| Distinción                                       | Año  |
| ------------------------------------------------ | ---- |
| Medalla de Oro - Real Orden del Mérito Deportivo | 2011 |

## Filmografía
- Reportaje Canal+ (12/05/2014), «Fiebre Maldini: Sergio Busquets» en Movistar+